# Дрюзенайм
Дрюзена́йм (фр. Drusenheim) — коммуна на северо-востоке Франции в регионе Гранд-Эст (бывший Эльзас — Шампань — Арденны — Лотарингия), департамент Нижний Рейн, округ Агно-Висамбур, кантон Бишвиллер. До марта 2015 года коммуна в составе кантона Бишвиллер административно входила в округ Агно.
Площадь коммуны — 15,73 км², население — 5046 человек (2006) с тенденцией к росту: 5090 человек (2013), плотность населения — 323,6 чел/км².

## Население
Население коммуны в 2011 году составляло 5088 человек, в 2012 году — 5089 человек, а в 2013-м — 5090 человек.
| 1962 | 1968 | 1975 | 1982 | 1990 | 1999 | 2006 | 2008 | 2011 | 2012 | 2013 |
| ---- | ---- | ---- | ---- | ---- | ---- | ---- | ---- | ---- | ---- | ---- |
| 2907 | 3335 | 3827 | 4309 | 4363 | 4723 | 5046 | 5009 | 5088 | 5089 | 5090 |

Динамика населения:

## Экономика
В 2010 году из 3340 человек трудоспособного возраста (от 15 до 64 лет) 2541 были экономически активными, 799 — неактивными (показатель активности 76,1 %, в 1999 году — 73,1 %). Из 2541 активных трудоспособных жителей работали 2343 человека (1258 мужчин и 1085 женщин), 198 числились безработными (90 мужчин и 108 женщин). Среди 799 трудоспособных неактивных граждан 264 были учениками либо студентами, 281 — пенсионерами, а ещё 254 — были неактивны в силу других причин.